# Estreleira

Estreleira

Oficjalna flaga Glisji

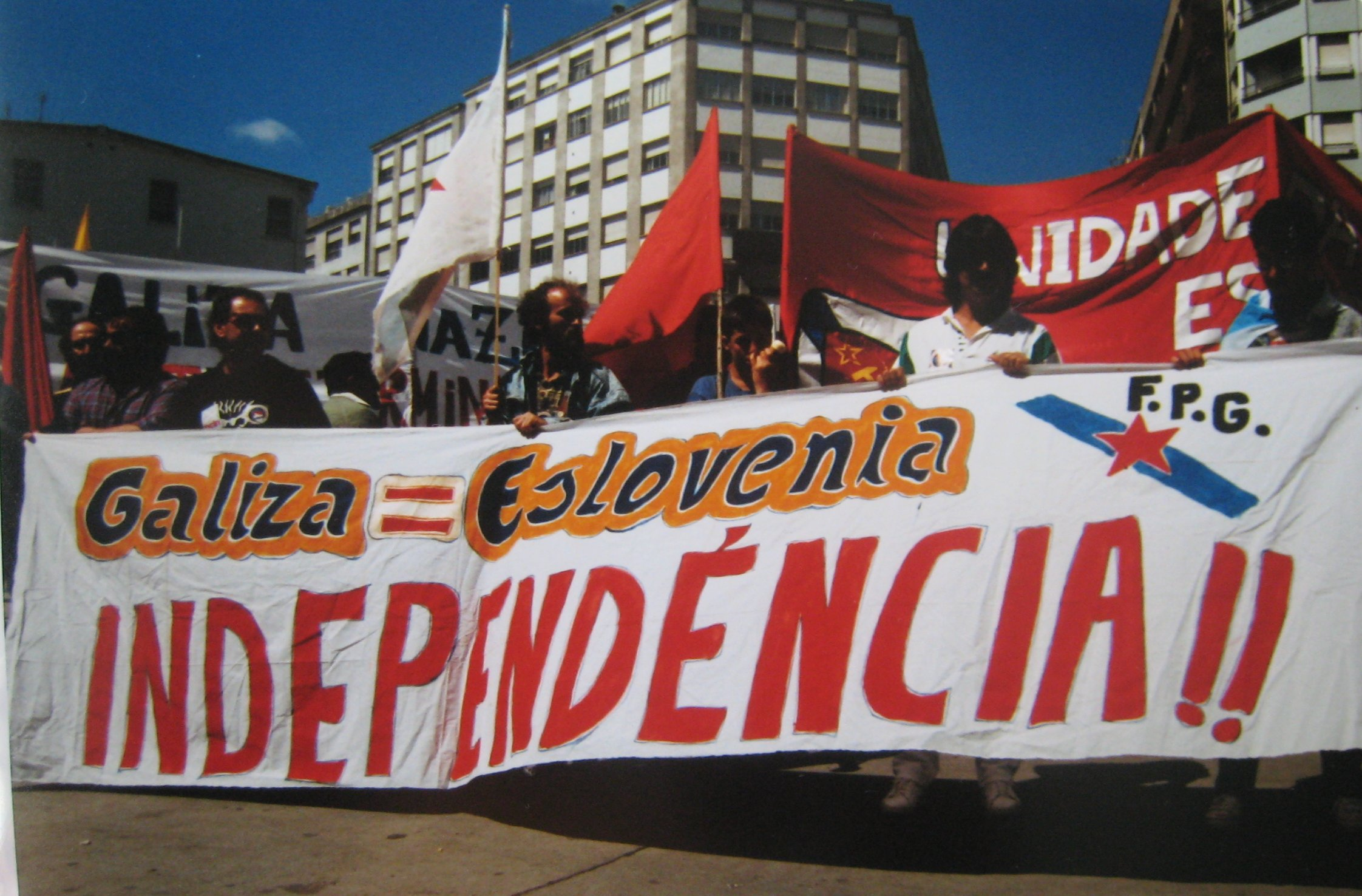
Manifestacja Frente Popular Galega

Estreleira - flaga nacjonalistów galicyjskich, używana w środowiskach centro-lewicowych i skrajnie lewicowych (komunistycznych). Głównym postulatem środowisk jest usunięcie z flagi narodowej symbolów chrześcijaństwa (Kielicha i Hostii symbolizujących eucharystycznego Chrystusa).
Środowiska lewicowe jednocześnie nie zmieniły błękitnej wstęgi, która symbolizuje Najświętszą Maryję Pannę.